# Хепнер (Орегон)
Хепнер (енгл. Heppner) град је у америчкој савезној држави Орегон.

## Демографија
По попису из 2010. године број становника је 1.291, што је 104 (-7,5%) становника мање него 2000. године.
| Група             | 2000.         | 2010.         |
| Белци             | 1.342 (96,2%) | 1.183 (91,6%) |
| Афроамериканци    | 0 (0,0%)      | 2 (0,2%)      |
| Азијати           | 6 (0,4%)      | 4 (0,3%)      |
| Хиспаноамериканци | 22 (1,6%)     | 48 (3,7%)     |
| Укупно            | 1.395         | 1.291         |